# Charles Brackett
Charles Brackett (ur. 26 listopada 1892 w Saratoga Springs, zm. 9 marca 1969 w Beverly Hills) – amerykański scenarzysta i producent filmowy. Zasłynął jako stały współpracownik Billy’ego Wildera, z którym pracował przy szesnastu filmach.
Trzykrotny laureat Oscara: za najlepszy scenariusz adaptowany za Stracony weekend (1945) oraz za najlepszy scenariusz oryginalny do filmów Bulwar Zachodzącego Słońca (1950) i Titanic (1953). Był wielokrotnie nominowany do tej nagrody; zdobył również Oscara Honorowego za całokształt twórczości.
Pełnił także funkcję przewodniczącego Amerykańskiej Akademii Filmowej w latach 1949–1955.